# ديفين مولينجز
ديفين مولينجز (بالإنجليزية: Devin Mullings)‏ مواليد 4 أكتوبر 1985 في فريبورت، هو لاعب كرة مضرب بهامي بدأ مسيرته كمحترف سنة 2006. أعلى تصنيف له في الفردي كان المركز الـ 886 في سنة 2007. شارك في دورة الألعاب الأولمبية الصيفية. في مشاركته في الألعاب الأولمبية الصيفية 2008 خسر أمام المصنف رقم 52 أجوستين كاليري من الأرجنتين 6-1 6-1 في الجولة الافتتاحية.

## روابط خارجية
- ديفين مولينجز على موقع رابطة محترفي التنس (الإنجليزية)
- ديفين مولينجز على موقع الاتحاد الدولي لكرة المضرب (الإنجليزية)
- ديفين مولينجز على موقع كأس ديفيز (الإنجليزية)
- ديفين مولينجز على موقع خلاصة التنس.كوم (الإنجليزية)
- ديفين مولينجز على موقع أوليمبيديا (الإنجليزية)
- ديفين مولينجز على موقع اتحاد ألعاب الكومنولث (مؤرشف) (الإنجليزية)